# 流草子清重
流草子 清重（生没年不詳）とは、江戸時代の浮世絵師。

## 来歴
師系・経歴は一切不明。『増訂浮世絵』に「大和繪師流草子清重」と落款した「一人立の紙本着色の美人繪」があると記されるのみで、この絵については現在消息不明である。美人の袖と裾には菊花模様があり、画風は懐月堂派風だという。また「鳥居清重とは別人と覚ゆ。鳥居清重より少しく時代が古いであらう」とも述べる。その名も本来どう読むべきか明らかではないが、『浮世絵師伝』の鳥居清春の項には、正徳頃の作とおぼしき肉筆画に「流草子清春圖之」という落款があったと記しており、「流草子」の号を用いる者が他にもいたらしいことが注目される。